# 사토 히나타
사토 히나타(일본어: 佐藤日向,1998년12월 23일~)는 일본의 아이돌, 모델, 여배우, 성우.

## 개요
현재의 공식 프로필에서는 니가타현 출신으로 하고 있지만, 2세까지 야마가타현에 거주하고, 초등학교 3학년에 수도권으로 이주한 것으로부터, 자료에 따라서는 카나가와현 출신으로 기재된 것도 있다.애칭은 '히나히나' '히짱' 등.혈액형은 AB형. 어뮤즈 소속. 사쿠라학원의 전 멤버.

## 인물
무토 아야미를 동경해, 니가타에 거주하고 있던 유치원 시절부터 모델로서 예능 활동을 개시.2006년에 어뮤즈에 입소.무토가 「사쿠라 학원」에 소속되어 있던 것으로부터, 사쿠라 학원의 오디션을 봐 합격해, 2010~2014년까지 사쿠라 학원의 멤버로서 활동했다.
2016년에 '러브 라이브!선샤인!!'카즈노리아, 2018년에 「소녀☆가극 레뷰스타라이트」에서 호시미 준나를 연기하고 있어 여배우·성우로서 활약하고 있다.

### 공식 마크 사천왕
트위터 계정에서 공식 마크를 받을 수 없는 저명인사로도 유명.
수수께끼 풀이 크리에이터 마츠마루 료고, 배우 하마다 타츠오미, 스즈키 후쿠와 함께 공식 마크를 받을 수 없는 사천왕으로서 소재가 되어 버렸다.2022년 4월 28일 트위터를 인수한 일론 머스크에게 공식 마크를 달라고 트윗으로 직소했다.
2022년 6월 1일, 공식 마크가 붙어 있는 것을 깨닫고, 맑게 공식 사천왕 탈퇴를 선언했다.